# Hrabovčanka
Hrabovčanka je potok na Horním Pováží, v centrální části okresu Bytča. Je to levostranný přítok Váhu, měří 3,8 km a je vodním tokem III. řádu.
Pramení v Súľovských vrších, v podcelku Súľovské skály, na západním svahu Holého vrchu (658,2 m n. m.) v nadmořské výšce přibližně 495 m n. m. Od pramene teče nejprve západním směrem, pak se stáčí severoseverozápadním směrem a vstupuje do Považského podolia, do podcelku Podmanínska pahorkatina. Zde nejprve přibírá krátký levostranný přítok pramenící východně od kóty 543,2 m, mění směr toku více na severozápad a opět zleva přibírá krátký přítok pramenící severně od kóty 543,2 m. Následně protéká intravilán bytčanské městské části Hrabové, kde zprava přibírá přítok z jihojihovýchodního svahu vrchu Lípie (501,3 m n. m.), vstupuje do Bytčianské kotliny a podtéká státní silnici č. 61. Dále se stáčí na severovýchod, obloukem potom zpět na severozápad, podtéká železniční trať Bratislava–Žilina i těleso dálnice D1 a jižně od města Bytča se v nadmořské výšce cca 300 m n. m. vlévá do Váhu.